# Science-Fiction-Jahr 1952
Übersicht

◄◄ | ◄ | 1948 | 1949 | 1950 | 1951 | Science-Fiction-Jahr 1952 | 1953 | 1954 | 1955 | 1956 | ► | ►►

Weitere Ereignisse

## Neuerscheinungen Literatur
| Deutscher Titel          | Deutschsprachiges Erscheinungsjahr | Originaltitel         | Autor                              | Anmerkungen                                                        |
| ------------------------ | ---------------------------------- | --------------------- | ---------------------------------- | ------------------------------------------------------------------ |
| Das Geheimnis der Tropis | 1958                               | Les Animaux dénaturés | Vercors                            |                                                                    |
| Das Weltraumschiff       | 1952                               | –                     | Arthur Bagemühl                    | Erster populärwissenschaftlich-didaktischer SF-Jugendroman der DDR |
| Die Liebenden            | 1978                               | The Lovers            | Philip José Farmer                 |                                                                    |
| Die Ersten ihrer Art     | 1970                               | More Than Human       | Theodore Sturgeon                  | Rezension                                                          |
| Eine Handvoll Venus      | 1971                               | The Space Merchants   | Frederik Pohl & Cyril B. Kornbluth |                                                                    |
| Ferner Donner            |                                    | A Sound of Thunder    | Ray Bradbury                       |                                                                    |

## Filmpreise
- Oscar
  - Der jüngste Tag – Gordon Jennings für die besten Spezialeffekte
- Golden Globes
  - Der Tag, an dem die Erde stillstand – als bester die Völkerverständigung fördernder Film

## Neuerscheinungen Filme
| Deutscher Titel              | Deutschsprachiges Erscheinungsjahr | Originaltitel                        | Regie                     | Anmerkungen             |
| ---------------------------- | ---------------------------------- | ------------------------------------ | ------------------------- | ----------------------- |
| 1. April 2000                | –                                  | –                                    | Wolfgang Liebeneiner      |                         |
| Alraune                      | –                                  | –                                    | Arthur Maria Rabenalt     |                         |
| Invasion gegen USA           | 1959                               | Invasion U.S.A.                      | Alfred E. Green           |                         |
|                              |                                    | El bello durmiente                   | Gilberto Martínez Solares |                         |
|                              |                                    | Bela Lugosi Meets a Brooklyn Gorilla | William Beaudine          |                         |
|                              |                                    | Captive Women                        | Stuart Gilmore            |                         |
| Der Dschungel bebt           | 1953                               | The Jungle                           | William Berke             |                         |
|                              |                                    | Red Planet Mars                      | Harry Horner              |                         |
| Insel der unberührten Frauen | 1963                               | Untamed Women                        | W. Merle Connel           |                         |
| Liebling, ich werde jünger   | 1953                               | Monkey Business                      | Howard Hawks              |                         |
|                              |                                    | Radar Men from the Moon              | Fred C. Brannon           | 12-teiliges Kino-Serial |
| Des Satans Satellit          | 1960                               | Zombies of the Stratosphere          | Fred C. Brannon           | 12-teiliges Kino-Serial |

## Neuerscheinungen Fernsehserien
| Deutscher Titel              | gesendet  | Originaltitel               | Episoden | Staffeln | Anmerkungen |
| ---------------------------- | --------- | --------------------------- | -------- | -------- | ----------- |
| Superman – Retter in der Not | 1952–1958 | Adventures of Superman      | 107      | 6        |             |
| Zombies of the Stratosphere  | 1952      | Zombies of the Stratosphere | 12       | 1        |             |

## Conventions
10. Worldcon, 30. August – 1. September, Chicago; Vorsitzender: Julian C. May, Ehrengast: Hugo Gernsback

## Geboren
- Douglas Adams († 2001)
- Linda Addison
- Robin Wayne Bailey, Gründer der Science Fiction Hall of Fame
- Kage Baker († 2010)
- Steven Barnes
- João Barreiros
- Clare Bell
- Karl-Ulrich Burgdorf
- Eugeniusz Dębski
- Candas Jane Dorsey
- Debra Doyle
- Diane Duane
- Valerio Evangelisti
- Jane Fancher
- George Foy
- Diana Gabaldon
- Pierre Gévart, Pseudonym: Hugo van Gaert
- Bruce Golden
- Kathleen Ann Goonan († 2021)
- Richard Grant
- Hubert Haensel
- Andrea Hairston
- James L. Halperin
- Robin Hobb, Pseudonym, auch als Megan Lindholm, eigentlich Margaret Astrid Lindholm Ogden
- Muhammed Zafar Iqbal
- Gwyneth Jones
- Charles Justiz
- Achmed Khammas
- Chan Koonchung
- Samo Kuščer
- Jean Le Clerc de La Herverie
- Sharon Lee
- Brad Linaweaver († 2019)
- John Patrick Lowrie
- Christian Mähr
- Walter Mosley
- Norio Nakai
- Patrick O’Leary
- Marek Oramus
- Neil Peart († 2020)
- Tim Powers, Miterfinder des Steampunk
- Lutz Rathenow
- Kim Stanley Robinson
- Mark E. Rogers († 2014)
- Mary Rosenblum († 2018)
- Al Sarrantonio
- Darrell Schweitzer
- David J. Skal († 2024)
- S. P. Somtow
- Phil Stephensen-Payne
- Pierre Stolze
- Yoshiki Tanaka
- Tais Teng Pseudonym: Thijs van Ebbenhorst Tengbergen
- Lisa Tuttle
- Kathy Tyers
- David Weber
- Bud Webster
- David Zindell
- Robert Zubrin

## Gestorben
- Fritz Brehmer (* 1873)
- Wilhelm Schmidt (* 1876)
- James Morgan Walsh (* 1897)
- Wilhelm Wirth (* 1876)